# Майор, Петру
Петру Майор (рум. Petru Maior; 1761, Тыргу-Муреш, Трансильвания — 2 февраля 1821, Буда, Австрийская империя) — румынский теолог, историк и лингвист, греко-католический священник, один из главных деятелей и идеологов национального возрождения румын.
Активный участник «Семиградской школы», политического и культурно-языкового движения греко-католической румынской интеллигенции на территории австро-венгерской Трансильвании.

## Биография
Вырос в среде трансильванской румынской интеллигенции. В 1769—1774 обучался в Блажской греко-католической духовной семинарии. В 1774—1779 продолжил изучать теологию в Папском Урбанианском университете при Конгрегации евангелизации народов в Риме, позже — право в Вене (1779—1780).
После возвращения на родину читал курс лекций по логике и метафизике в Блаже, служил священником в Регине. В 1784—1809 — протоиерей. В 1809 году был цензором румыноязычных изданий и книг в Буде.
Способствовал развитию народного образования в Румынской Трансильвании, тогда в Королевстве Венгрия. В своих многочисленных страстных проповедях призывал румын к национальной идентичности.
Был одним из критиков неограниченной власти Папы в Католической Церкви.
Умер в сане епископа фогарашского.

## Творчество
Автор нескольких сборников проповедей. Один из главных его трудов «Ранняя история румын в Дакии» (рум. «Istoria pentru inceputul rom ânilor in Dacia», 1812), в котором он описывается происхождение румынской нации и румынского языка. В этой работе представлен ряд филологических и исторических аргументов, направленных на защиту теории о римском происхождении румын. Петру Майор отстаивал спорную версию о том, что румынская нация исходит непосредственно от древних римских колонистов Дакии. Его работа была своего рода ответом на теорию, разработанную венгерскими и немецкими историками, в которой говорилось, что румыны (валахи) являются этнической группой, пришедшей с Балкан. Согласно этой теории Vlachs (валахи) поселились на территории древней Дакии в период примерно с IX по XIV век, то есть позже, чем славяне и венгры.

## Избранные труды

#### Исторические и философские работы
- Istoria pentru începutul românilor în Dachia (Буда: 1812). В том входят 2 разные работы:
  - Disertaţie pentru începutul limbei româneşti
  - Disertaţie pentru literatura cea vechie a românilor;
- Răspunsul la cârtirea carea s-au dat asupra persoanei lui Petru Maior, autorul Istoriei celei pentru începutul românilor în Dachia (Буда: 1814);
- Animadversiones in Recesionem Historiae De origine Valachorum în Dacia (Пешт: 1815);
- Ortographia româna şi latino-valachica una cum clavi qua penetralia originationis vocum reserantur (Буда: 1819) с дополнением : Dialog pentru începutul limbii române întră nepot şi unchiu, Буда, 1819 ;
- Petru Maior, Scrieri (cuprinde: Procanonul, Propovedanii, Didahii, Istoria pentru începutul românilor în Dachia, Istoria Bisericii românilor, Disputaţii, Ortografia română, Dialog);
- Petru Maior, Scrisori şi documente inedite, (Бухарест: 1968;);

#### Богословские работы
- Procanon ce cuprinde în sine cele ce sânt de lipsă spre înţelesul cel deplin şi desăvârşit al canoanelor şi a toată tocmeala bisericeţască spre folosul mai de seamă a românilor (1783 (Бухарест: 1894);
- Protopapadichia, adecă puterea, drepturile sau privileghioanele protopopilor celor româneşti din Ardeal (1795);
- Propovedanii la îngropăciunea oamenilor morţi (Буда: 1809);
- Didahii, adecă învăţături pentru creşterea fiilor, la îngropăciunea pruncilor morţi (Буда: 1809);
- Prediche sau învăţături la toate duminicile şi sărbătorile anului, 3 тома (Буда: 1810—1811);
- Istoria Bisericii românilor atât a cestor dincoace, precum şi a celor dincolo de Dunăre (Буда: 1813);
- «Ortografia româna sive latinovalachica».

Составил румынскую грамматику на латинском языке.